# Nate Erdmann
Nathan Lewis "Nate" Erdmann (Fort Dodge, Iowa, 21 de noviembre de 1973) es un exjugador de baloncesto estadounidense que desarrolló su carrera deportiva en la CBA y en diferentes ligas europeas. Con 1,96 metros de estatura, jugaba en la posición de escolta.

## Trayectoria deportiva

### Universidad
Jugó una temporada con los Cougars de la Universidad Estatal de Washington, en las que promedió 5,8 puntos y 2,0 rebotes por partido, tras la cual fue transferido a los Sooners de la Universidad de Oklahoma, en la que disputó dos temporadas más en las que promedió 16,7 puntos, 5,2 rebotes y 2,8 asistencias. Durante el año que impone de parón la NCAA por la transferencia entre universidades, jugó en el Hutchinson Community College, promediando 16,3 puntos y 6,8 rebotes por encuentro. En 1997 fue incluido en el segundo mejor quinteto de la Big 12 Conference.

### Profesional
Fue elegido en la quincuagésimo séptima posición del Draft de la NBA de 1997 por Utah Jazz, pero no llegó a fichar por el equipo, jugando un año en los Idaho Stampede de la CBA. De ahí dio el salto a Europa, para jugar primero en el Pallacanestro Biella de la Lega Basket Serie A italiana, de donde pasaría en 2000 al De Vizia Avellino y en 2001 al Pallacanestro Trieste donde jugaría dos temporadas más. En total, cinco temporadas en el baloncesto transalpino, en las que promedió 17,1 puntos y 3,7 rebotes por partido.
En 2003 cambió de país para jugar en el Pau-Orthez de la Pro A francesa, donde sólo disputó 17 partidos, promediando 8,9 puntos y 3,0 rebotes. En 2004 fichó por el Alerta Cantabria de la LEB española, donde jugó una temporada en la que promedió 13,3 puntos y 2,6 rebotes. Dejó el equipo para fichar por el Anwil Włocławek polaco, donde sólo disputó 5 partidos, regresando posteriormente al equipo cántabro.
Puso fin a su carrera jugando una temporada en el también equipo polaco del Stal Ostrów Wielkopolski, donde promedió 9,8 rebotes y 3,0 rebotes por partido.